# Austrostipa stipoides
Austrostipa is een soort uit de grassenfamilie (Poaceae). Het is een pollenvormende grassoort (tussock grass) die voorkomt langs de kusten van Zuidoost-Australië en in Nieuw-Zeeland. Het gras vormt grote bosjes die ongeveer 80 centimeter hoog kunnen worden. De soort groeit op zeekliffen en langs randen van strandduinen en zoutmoerassen en verdraagt sterkte winden en opspattend zeewater.